# Gerry Roufs

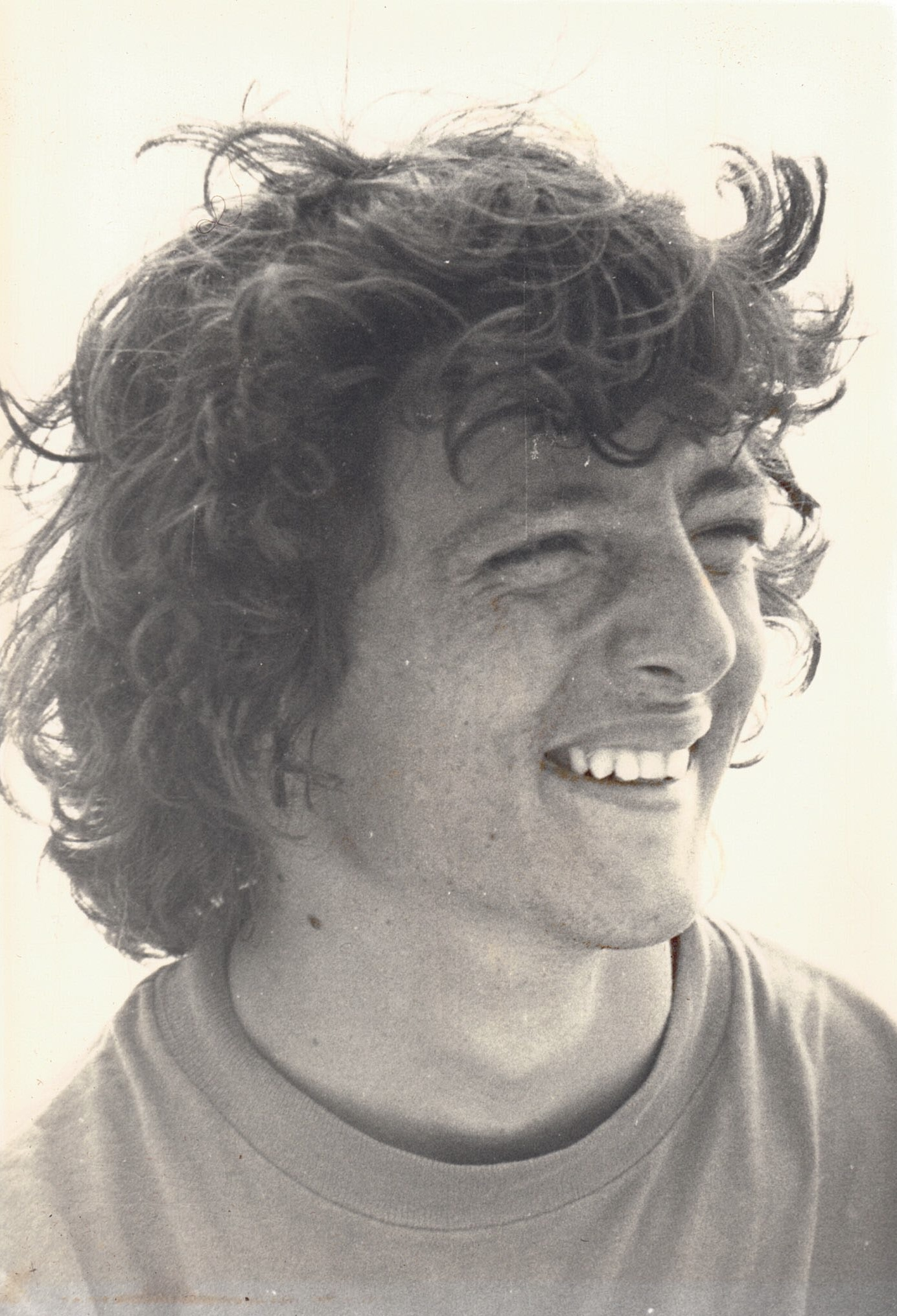
Gerry Roufs (1980)

Gerry Roufs (* 2. November 1953 in Montreal; verschollen Januar 1997) war ein kanadischer Profi-Rennsegler, der während der Einhandregatta Vendée Globe 1996/97 im Südpolarmeer verschwand.

## Leben
Als Kind begann Roufs mit dem Jollensegeln im Hudson-Yacht-Club Montreal. Er wurde bereits mit elf Jahren kanadischer Jugendmeister in seiner Bootsklasse. Mit 23 war er Mitglied der kanadischen Segel-Olympiamannschaft und blieb es für sieben Jahre. Während dieser Zeit machte er sein Examen an der juristischen Fakultät der Universität Montreal. Ein Jahr nach seinem Examen verließ er die Berufswelt eines Juristen und wurde Profisegler. 1978 wurde er Zweiter bei der Weltmeisterschaft der 470er Jollen.
Doch strebte der inzwischen routinierte Jollensegler danach, größere Boote zu segeln, über Ozeane hinweg. Gelegenheit hierzu bekam er 1983, als Skipper Mike Birch ihn als Besatzungsmitglied seines Katamarans Formule Tag anheuerte. Birch wollte, dass wenigstens ein Mitglied der Mannschaft aus Kanada kam und engagierte den erfahrenen Jollensegler. Die beiden wurden Freunde und ließen sich in Frankreich im südbretonischen Seglerstädtchen La Trinité-sur-Mer nieder. Drei Jahre lang segelten sie zusammen Transatlantik-Rennen und erreichten dabei einen fünften Platz auf der Transat Québec Saint-Malo (von Québec nach Saint-Malo), einen dritten Platz bei der Ruta del Descubrimiento 1984 (von Benalmádena/Spanien nach Santo Domingo/Dominikanische Republik) und den ersten Platz bei einer einmalig stattfindenden Regatta von Monaco nach New York 1985.
1986 gehörte Roufs zur Besatzung der Royale, als dieses Doppelrumpfboot einen Geschwindigkeitsrekord für Atlantiküberquerungen aufstellte.
Dann segelte er drei Jahre unter Skipper Serge Madec auf dem Katamaran Jet Services V, der zweimal den Course de l’Europe (Etappenrennen rund um die Küsten Nordwesteuropas) und die zwei Transatlantikregatten Transat Québec Saint-Malo 1988 und Ruta del Descubrimiento 1988 gewann, beide mit Geschwindigkeitsrekorden.
1993 wurde Gerry Roufs in die Mannschaft der EPC von Isabelle Autissier aufgenommen. Die Zusammenarbeit mit der angesehenen Seglerin und seine eigene Erfahrung verhalfen ihm schließlich zu seinem Traum – seinem eigenen Boot. Der französische Hersteller für Reinigungsprodukte „Groupe LG“ suchte einen Skipper, der die unternehmenseigene Einhand-Rennyacht Groupe LG von Neuseeland nach Frankreich überführen sollte. Der bisherige Skipper, Bertrand de Broc, war während der Vendée Globe 1992/93, bei dem er auf Platz 3 lag, von seinem Rennteam angewiesen worden, wegen befürchteter Probleme mit dem Kiel des Bootes, Neuseeland anzulaufen. Damit war er disqualifiziert. Nachdem das Schiff aus dem Wasser geholt und für in Ordnung befunden wurde, kritisierte de Broc lautstark Sponsor und Konstrukteur. Er kündigte die Zusammenarbeit mit Groupe LG auf, flog zurück nach Frankreich und ließ das Boot in Neuseeland zurück. Roufs ergriff die Gelegenheit und wurde Skipper der Groupe LG. Nachdem er mit dem Boot zwei Einhand-Atlantikrennen bestritten hatte (6. und 3. Platz), entschloss sich das Unternehmen, ein neues Schiff speziell für die Vendée Globe 1996/97 bauen zu lassen. Die neue Groupe LG 2, entworfen von der Firma Groupe Finot, lief im September 1995 vom Stapel.
In den Figaro-Regatten von 1995 und 1996 schnitt Roufs schlecht ab und seine Position als Skipper der anstehenden Vendée Globe war umstritten. Die Zweifel innerhalb der Firma konnte er ausräumen, als er 1996 die Europe 1 Star Atlantikwettfahrt gewann.

## Vendée Globe 1996/97
Bei der Vendée Globe 1996/97 ging Gerry Roufs am 3. November 1996, einen Tag nach seinem 43. Geburtstag, mit seinem Boot Groupe LG 2 mit 15 weiteren Teilnehmern und ihren Booten an den Start (Einzelauflistung siehe Vendée Globe), darunter auch Isabelle Autissier mit der PRB. Nach zwei Monaten auf See hatte sich Anfang Januar 1997 das Feld der teilnehmenden Yachten auf mehr als 5000 Seemeilen auseinandergezogen. Roufs lag auf Platz zwei, jedoch 1600 Meilen hinter dem führenden Christophe Auguin, der das Rennen am Ende gewann.
Am 9. Januar 1997 hörte der satellitengestützte Argos-Positionsmelder der Groupe LG 2 plötzlich auf zu senden. Die EPIRB-Seenot-Funkbojen, von denen fünf Stück an Bord waren, wurden nicht aktiviert. Außerdem bestand keine Funkverbindung mehr zur Roufs. Es gab für die Rennleitung verschiedene mögliche Szenarien, die die eingetretene Situation erklären konnten. Diese waren zum Beispiel technischer Defekt, Mastbruch, Verlust der Antennen und Kollision mit einem Eisberg. Beim Aussetzen der Funkverbindung wütete ein heftiger Sturm. In seiner letzten Meldung hatte Roufs gesendet: „Das sind keine Wellen mehr, sondern Berge so hoch wie die Alpen.“ Isabelle Autissier, die sich in den letzten Tagen bis zu 20 Meilen Roufs Groupe LG 2 genähert hatte, meldete bereits am 7. Januar, dass sie keinen Funkkontakt mehr zu ihm habe. Außerdem berichtete sie von orkanartigem Sturm mit bis zu 20 Meter hohen Wellen. „Hier draußen herrscht Krieg!“ faxte sie am Morgen des 8. Januar an ihr Landteam.

## Die Suchaktion
Die Rettungsleitstelle „CROSS“ (Centre régional opérationnel de surveillance et de sauvetage) in der Bretagne ordnete die Suche nach dem vermissten Segler an. Jedoch befand sich die letzte bekannte Position Roufs auf 55° 0′ 0″ S, 124° 0′ 0″ W. Das ist etwa 2400 Meilen von der chilenischen und ebenso weit von der neuseeländischen Küste entfernt. Zu weit für die SAR-Langstreckenflugzeuge vom Typ „Lockheed P-3-Orion“. Isabelle Autissier befand sich inzwischen in 150 Meilen Entfernung zur letzten bekannten Position der Groupe LG 2. Sie selbst war in erheblichen Schwierigkeiten. Seit mehr als 24 Stunden kämpfte sie mit dem schweren Sturm, der ihr Boot ein halbes Dutzend Mal auf die Seite geworfen hatte. Dabei hatte sie sich einen Finger gebrochen. Außerdem war an ihrem Boot das Groß- und Fockfall gebrochen. Die Sturmfock war zu einem Drittel ausgerollt und ließ sich nicht mehr verändern, da die Rollvorrichtung defekt war. Obwohl sie meldete, dass sie an den Grenzen ihrer Kräfte angelangt war, versuchte sie es. Sie musste nun genau gegen den Wind steuern. Nachdem sie 24 Stunden lang gegen gekreuzt war, befand sie sich immer noch ca. 100 Meilen vom Suchgebiet entfernt. Daraufhin wurde sie vom CROSS offiziell von ihrem Suchauftrag befreit. Trotzdem versuchte sie noch eine Weile weiter zu kreuzen, musste aber schließlich aufgeben und vor dem Wind ablaufen. Ein panamaischer Frachter, die Mass Enterprise, erreichte am Abend des 9. Januar 1997 das Suchgebiet. Einen Tag später stieß ein weiterer Vendee Globe Teilnehmer, Pierre Thiercelin, dazu. Die weiter zurückliegenden Segler Laurent und de Broc nahmen ebenfalls Kurs auf das Suchgebiet, mussten aber 160 Meilen vorher auf Grund der katastrophalen Wetteraussichten (60 Knoten Wind und sehr grobe See) wieder abdrehen. Hinzu kam, dass sich das Seegebiet in dem Roufs möglicherweise trieb, von Stunde zu Stunde vergrößerte.
Am 11. Januar 1997 musste die Mass Enterprise mit Rücksicht auf ihre knapp werdenden Treibstoffvorräte die Suche abbrechen. Als der erwartete neue Sturm zuschlug, gab auch Thiercelin auf – allerdings erst, nachdem er vom CROSS nicht nur aus der Verpflichtung entlassen, sondern auf Grund des schlechten Wetters sogar direkt angewiesen worden war, das Gebiet zu verlassen.
Am 12. und 13. Januar 1997 wurde das Gebiet durch RADARSAT-1, einen leistungsstarken zivilen Radarsatelliten der kanadischen Raumfahrtbehörde, abgesucht. Es wurden vier Bilderserien aufgenommen und achtzehn in Frage kommende Positionen ermittelt. Der in der Nähe befindliche indische Frachter Aditya Gaurav suchte diese systematisch alle auf, fand aber nichts. Ohne noch etwas ausrichten zu können, setzte er schließlich seine Reise fort.
Am 15. Januar 1997 wurden weitere Radarsat-Bilder gemacht, doch konnten keinerlei in Frage kommende Kleckse oder Gegenstände erkannt werden. Am Abend desselben Tages erreichte Eric Dumont mit seiner Café Legal-le Goût Roufs letzten Standort. Trotz 45 Knoten Wind und viel treibenden Eises suchte er noch 24 Stunden lang. Dann nahm der Wind auf 50 Knoten (Stärke 10 auf der Beaufortskala) zu und auch Dumont musste aufgeben.
Damit war nach einer Woche die konkrete Suche nach Gerry Roufs beendet. Die Chilenen unternahmen weiterhin Aufklärungsflüge vor Kap Hoorn, für den Fall, dass Roufs vielleicht unter Notrigg noch segelte und unterwegs zu einem Schutzhafen war. Wenn er lediglich Funkausfall gehabt hätte, könnte er zu diesem Zeitpunkt durchaus Kap Hoorn runden. Jedoch blieb auch diese Suchmaßnahme erfolglos.
Michele Cartier, Roufs Ehefrau, war sich sicher, dass er noch lebte. Sie wartete mit Tochter Emma in Montreal. Nach dem Ende des Rennens erhob sie Vorwürfe gegen die Rennleitung, die Rettungsleitstelle CROSS und einzelne Regatta-Teilnehmer, da sie der Meinung war, dass die Suche zu schnell abgebrochen worden war.
Am 17. Juni 1997 sichtete ein Frachter etwa 250 Meilen vor der Küste Chiles das kieloben treibende Wrack einer Yacht. Er benachrichtigte die chilenischen Behörden. Am nächsten Tag überflog ein Marineflugzeug die Reste des Bootes und machte Videoaufnahmen davon. Der Rumpf schien unbeschädigt. Es war zu erkennen, dass die Kielflosse samt Ballastwulst noch vorhanden war. Noch am selben Tag setzte ein vier Tage dauerndes, schweres Wetter ein. Das Wrack verschwand wieder und eine anschließende Suche durch chilenische Schiffe und Flugzeuge blieb ohne Erfolg.
Nach Auswertung der Videoaufnahmen durch Experten der Konstruktionsfirma Groupe Finot und Michele Cartier stand fest, dass es sich um Roufs Groupe LG 2 handelte. Selbst der Schiffsname war zu erkennen. Die These, dass die Yacht nach Kollision mit einem Eisberg auseinandergebrochen und gesunken war, war hiermit widerlegt.
Am 1. September 1997 erschien auf der Website der von Michele Cartier gegründeten „Association sur la route de Gerry Roufs“ die Nachricht, dass die Reste des Wracks der Groupe LG 2 auf den Felsen der südchilenischen Insel Atalaya 52° 21′ 0″ S, 74° 46′ 48″ W, am Eingang der Magellanstraße gefunden worden waren. Der Auffindeort des Wracks (Atalaya =Wachturm) bewegte Michele Cartier später zu dem Titel ihres Buches Une Atalaya pour Gerry Roufs.
Von Gerry Roufs fehlt seither jede Spur.